# Koppensnellers
Koppensnellers was een Nederlands televisieprogramma. Het ging om een voortzetting van het populaire VARA-programma Kopspijkers en werd uitgezonden door de toenmalige televisiezender Talpa (later Tien geheten). Bijna alle cabaretiers die aan Kopspijkers meewerkten deden mee aan het eerste seizoen van Koppensnellers. In het tweede seizoen stopten enkelen.
De eerste zin van Koppensnellers was "Het is zaterdagavond, blijf rustig zitten", waar die bij Kopspijkers "Het is zaterdagavond, u kunt geen kant meer op, zappen is zinloos" was. Voor het televisieseizoen 2006-2007 werd deze zin opnieuw gewijzigd, omdat Koppensnellers toen niet meer op zaterdag werd geprogrammeerd.

## Cabaretiers
De cabaretiers die aan het eerste seizoen meededen waren Sanne Wallis de Vries, Mike Boddé, Thomas van Luyn, Ellen Pieters, Viggo Waas, Peter Heerschop, Frank Lammers, Martine Sandifort en Alex Klaasen. Zij kwamen, net als bij Kopspijkers, verkleed als bekende Nederlanders langs om het nieuws van die week op te bespreken. Erik van Muiswinkel en Bert Visscher kwamen niet mee naar Talpa.
Ellen Pieters, Alex Klaasen, Frank Lammers en Tina de Bruin verzorgden enkele weken de rubriek Bij de Mensen Thuis waarin zij een gemiddeld Nederlands gezin neerzetten met hun dagelijkse beslommeringen. Vader Cor (Lammers) zag met argusogen toe, hoe zijn homoseksuele zoon Joost (Klaasen) steeds nichteriger werd en meer nutteloze ambities kreeg, zijn dochter Carla (De Bruin) veranderde langzaam in een sloerie die alleen nog maar met buitenlandse jongens aanpapte, en Moeder Joke (Pieters) vond dat iedereen eigen keuzes moest maken en liet alles toe, als ze zelf maar kon genieten. Na enkele afleveringen werd dit bekritiseerde onderdeel geschrapt.
Om de kijkcijfers te verbeteren werd het programma voor het tweede seizoen op de schop genomen. De afhankelijkheid van cabaretiers werd daarbij flink ingesnoeid. Zowel het lied als de tafel met 'bekende Nederlanders' verdwenen, ten gunste van een panel van vier stand-upcomedians. Vrijwel niemand van het oorspronkelijke team van cabaretiers werkte uiteindelijk nog aan Koppensnellers mee. Het cabaret was teruggebracht tot maar één scène, waarin Frank Lammers als Guus Gerritsen uit Goes (spreek uit als: Huus Herritsen uit Hoes) een belangrijke rol speelde. Martine Sandifort en Alex Klaasen verzorgden de overige rollen in dit cabaret. Wekelijks werd een filmpje van de website Buro Renkema in de uitzending vertoond.

## Programma

### Voorproefje
Vrijdag 30 december 2005 werd onder de naam Topkijkers een oudjaarsprogramma uitgezonden bij Talpa. Jack Spijkerman en zijn (bijna voltallige) team kwamen hier na lange afwezigheid weer terug op de Nederlandse buis. Het was een combinatie van een alternatief jaaroverzicht met lachwekkende en bijzondere fragmenten in een spel en de cabaretiers die door middel van een lied en een interview het jaar bespreken. Uiteindelijk levert dit alles de televisiekijker van het jaar op. Dit programma was eigenlijk een voorproefje van hun nieuwe programma Koppensnellers, ook op Talpa (later Tien).

### Succes
Ondanks de hoge kijkcijfers van de eerste aflevering van Koppensnellers, ongeveer 1,5 miljoen kijkers, liep het aantal sterk terug. Tegen het einde van het seizoen keken wekelijks nog maar 400.000 mensen naar het programma. Het VARA-programma Mooi! Weer De Leeuw met Paul de Leeuw, de opvolger van Kopspijkers bij de VARA, deed het stukken beter met wekelijks zo'n 1,5 miljoen à 2 miljoen kijkers. Op hetzelfde tijdstip waren tevens de populaire RTL 4-programma's Idols en daarna Dancing with the Stars geprogrammeerd.
Om een betere concurrentiepositie te bereiken werd Koppensnellers in het televisieseizoen 2006-2007 niet meer op zaterdag uitgezonden. De eerste twee afleveringen van dat seizoen werden geprogrammeerd op zondagavond, aansluitend op De Wedstrijden, om een 'doorkijkeffect' te bereiken. Deze afleveringen werden dan ook door ruim 800.000 mensen bekeken. Vanaf 29 september 2006 kreeg het programma een vaste plek op de vrijdagavond; op zondagavond werd nu het programma De Gouden Kooi uitgezonden. Op dit nieuwe tijdstip, tegenover het succesvolle Sterren dansen op het ijs van SBS6, trok Koppensnellers nog maar 300.000 kijkers.
Een seizoen later werd toch weer besloten het programma uit te zenden op de zaterdagavond en het ondervond toen weer sterke concurrentie van het VARA-programma Mooi! Weer de Leeuw, dat wederom betere kijkcijfers haalde dan Koppensnellers.

### Einde
Op 17 augustus 2007 maakte Jack Spijkerman in het programma De Laatste Show bekend dat het programma Koppensnellers definitief was afgelopen.